# حظوظ نايجل
حظوظ نايجل (بالإنجليزية: The Fortunes of Nigel)‏ هي رواية نشرت عام 1822 بقلم السير والتر سكوت. وتقع أحداثها في الفترة بين عامي 1616 و 1625.